# 全国政协办公厅服务开发中心
全国政协办公厅服务开发中心，企业注册名称是中协服务开发中心，位于北京市西城区复兴门内大街10号，是隶属全国政协办公厅的全民所有制企业。

## 简介
1992年10月26日，全民所有制企业中协服务开发中心在北京进行了工商登记。该中心当时是全国政协办公厅直属事业单位。设在全国政协机关服务局。2005年9月，中协服务开发中心更名全国政协办公厅服务开发中心，但在北京的工商登记名称仍为中协服务开发中心。设在全国政协机关服务中心（全国政协机关服务局）。全国政协机关服务局和中协服务开发中心是两个单位，中协服务开发中心设在全国政协机关服务局。在纳入全国政协办公厅部门预算决算编报范围时，以全国政协办公厅服务开发中心为单位纳入编报范围。
中协服务开发中心的企业经营范围是：
- 日用百货、家具、家用电器、文化用品、工艺美术品、仪器仪表、化工原料（危险化学品除外）、建材、五金交电、纺织品、汽车配件的销售；
- 服装加工；
- 房屋维修、装饰；
- 本系统后勤、会务服务；
- 投资、工程技术、咨询服务；
- 高新技术的开发、推广；
- 与业务相关的展览、展销[1]。

## 历任领导
| 中协服务开发中心总经理 …… - 孙怀山（？—1999年，机关事务管理局局长兼中协服务开发中心总经理（服务局）局长） …… - 杨兵（？—，中协服务开发中心总经理、全国政协机关服务局副局长） | 中协服务开发中心副总经理 …… - 姜一新（？—？） |

| 全国政协机关服务局局长 - 张道诚（？—1992年） - 孙怀山（？—1999年，机关事务管理局局长兼中协服务开发中心总经理（服务局）局长） - 刘忠禹（？—？） - 王宝明（？—？） - 梁晔（？—？） | 全国政协机关服务局副局长 …… - 杨兵（？—？） - 包世清（？—？） |